# Tom Bissett
Tom Bissett, född 13 mars 1966 i Seattle i USA, är en amerikansk före detta ishockeyspelare.
Tom spelade i Brynäs IF under två vändor på två respektive fyra säsonger. Under den första vändan, 1991-1993, spelade han i tröjnummer 11. Denna sejour avslutade han med att vinna SM-guld 1992/93, efter att Brynäs vände 0-2 i matcher till 3-2 i finalen mot Luleå HF - som första lag någonsin i svensk ishockeyhistoria.
Efter några säsonger i Tyskland, Schweiz, USA och Finland återvände han till Brynäs inför säsongen 1998/99 och spelade då tillsammans med Jan Larsson, Ove Molin, Pär Djoos och Per Löfström i Brynäs förstafemma, med nummer 19 på ryggen. Tom vann Elitseriens skytteliga denna säsong med 40 mål på 50 matcher, vilket var 12 mål mer än tvåan.
Toms största bedrift under säsongen var när han nästan på egen hand vände den fjärde SM-finalen mot Modo Hockey. Brynäs var tvungna att vinna för att hålla gulddrömmen vid liv. Efter att Brynäs hade hämtat in ett 1-4-underläge till 3-4 klev herr Bissett in i handlingarna. Efter 14.20 av den sista perioden kvitterade han till 4-4, men Modo lyckades återigen ta ledningen efter 16.44. I det läget var Modo bara 3 minuter och 16 sekunder ifrån ett SM-guld. Men 32 sekunder senare, efter 17.16 gjorde han sitt andra mål för kvällen. När alla väntade på förlängningen slog han till med sitt tredje mål och gjorde hattrick när 32 sekunder återstod av matchen. Brynäs tog då ledningen med 6-5 och vann matchen med samma siffror. Därmed hade laget hindrat en förlust som skulle inneburit ett SM-guld till Modo, som fick vänta tills säsongen 2006/07 på deras nästa SM-guld. Den femte och avgörande finalmatchen mot Modo Hockey vann Brynäs med 4-2 och Tom Bissett tog sitt andra SM-guld med Brynäs.
Efter säsongen 2001/02 ansåg Brynäs att Tom inte längre behövdes vilket meddelades på ett kontroversiellt sätt - via e-post.
Tom styrde kosan österut och hamnade i finska Tappara från Tammerfors, där han avslutade sin aktiva karriär med att vinna den finska ligan.
Tom draftades av Detroit Red Wings i den elfte rundan 1986, som spelare nummer 211 totalt, och spelade fem matcher i NHL under säsongen 1990/91, utan någon poäng eller utvisning.
Tom representerade USA i ishockey-VM 1992 och 1999, och fick ihop totalt 4 mål på 12 matcher.
Efter karriären började han jobba som banktjänsteman på Fifth Third Bank i Grand Rapids, Michigan.
Under oktober 2010 var han med och spelade i en hyllningsmatch i Läkerol Arena för Ove Molin.

## Ishockeyklubbar
| Klubb                  | Hockeyliga | Tidsperiod |
| ---------------------- | ---------- | ---------- |
| Tappara                | FNL        | 2002-2003  |
| Brynäs IF              | SEL        | 1998-2002  |
| Rosenhem Star Bulls    | DEL        | 1997-1998  |
| Helsingfors IFK        | FNL        | 1996-1997  |
| Houston Aeros          | IHL        | 1995-1996  |
| Kaufbeuren Eagles      | DEL        | 1995-1996  |
| Geretsried TuS         | GerHPL     | 1995-1996  |
| SC Rapperswil-Jona     | NLA        | 1993-1995  |
| Brynäs IF              | SEL        | 1991-1993  |
| Detroit Red Wings      | NHL        | 1990-1991  |
| Adirondack Red Wings   | AHL        | 1989-1991  |
| Hampton Roads Admirals | ECHL       | 1989-1990  |
| Adirondack Red Wings   | AHL        | 1988-1989  |
| Michigan Tech Huskies  | NCAA       | 1985-1989  |
| Waterloo Black Hawks   | USHL       | 1984-1985  |